# Alex (Raige)
Alex è il quinto album in studio del rapper italiano Raige, pubblicato il 9 settembre 2016 dalla Warner Music Italy.

## Concezione
Diversamente dalle altre pubblicazioni del rapper, Alex è maggiormente autobiografico e segna una fase di transizione per l'artista. L'album è stato composto nell'arco di un anno e mezzo e, quanto spiegato dal rapper in un'intervista con aLLMusicItalia, era già in fase di completamento nel periodo di pubblicazione del singolo inedito Whisky ma, in seguito alla morte della madre, si è trovato ad eliminare gran parte del lavoro esistente (soltanto cinque brani sono stati mantenuti) e ricominciare da capo; da tale avvenimento Raige ha composto 35 brani, di cui 11 inseriti nella lista tracce finale.

## Promozione
Il 17 giugno 2016 è stato pubblicato il primo singolo Domani, caratterizzato da sonorità maggiormente melodiche, seguito il 19 agosto dello stesso anno dal secondo singolo Il rumore che fa, che ha visto la partecipazione vocale di Marco Masini.
Il 27 gennaio 2017 è stata annunciata la riedizione dell'album, denominata Sanremo Edition e prevista per il 10 febbraio. Rispetto all'edizione originaria, in esso sono contenuti cinque brani aggiuntivi, tra cui il singolo del 2014 Dimenticare (mai), inciso con Annalisa, e Togliamoci la voglia, inciso con l'attrice Giulia Luzi e presentato al Festival di Sanremo 2017.

## Tracce

### Edizione del 2016
1. Tempesta – 3:21
2. Domani – 3:44
3. Il rumore che fa (feat. Marco Masini) – 2:53
4. Non c'è niente da ridere – 3:08
5. Quando sorridi per me – 3:40
6. Nemmeno il buio – 3:11
7. Capolavoro – 2:52
8. Dove finisce il cielo – 3:29
9. Perfetto – 3:13
10. La vita che va – 3:18
11. Mi sembra il minimo – 2:57

### Sanremo Edition
1. Togliamoci la voglia (con Giulia Luzi) – 3:33 (Alex Vella, Antonio Iammarino, Luca Chiaravalli)
2. Il primo passo di Armstrong – 3:30
3. La formula perfetta – 3:05
4. Dimenticare (mai) (feat. Annalisa) – 3:10
5. Tempesta – 3:21
6. Domani – 3:44
7. Il rumore che fa (feat. Marco Masini) – 2:53
8. Non c'è niente da ridere – 3:08
9. Quando sorridi per me – 3:40
10. Nemmeno il buio – 3:11
11. Capolavoro – 2:52
12. Dove finisce il cielo – 3:29
13. Perfetto – 3:13
14. La vita che va – 3:18
15. Mi sembra il minimo – 2:57
16. C'era un ragazzo che come me amava i Beatles e i Rolling Stones (con Giulia Luzi) – 3:10 (Franco Migliacci, Mauro Lusini) – originariamente interpretata da Gianni Morandi

## Classifiche
| Classifica (2016) | Posizione massima |
| ----------------- | ----------------- |
| Italia            | 3                 |